# NGC 2803
NGC 2803 est une vaste galaxie lenticulaire relativement éloignée et située dans la constellation du Cancer.  NGC 2803 a été découverte par l'astronome germano-britannique William Herschel en 1784.

## Caractéristiques

### Distance
Sa vitesse par rapport au fond diffus cosmologique est de 9 196 ± 24 km/s, ce qui correspond à une distance de Hubble de 135,6 ± 9,5 Mpc (∼442 millions d'al).
À ce jour, une mesure non basée sur le décalage vers le rouge (redshift) donne une distance d'environ 133,000 Mpc (∼434 millions d'al).

## Paire de galaxies en interaction?
Les galaxies NGC 2802 et NGC 2803 forment une paire de galaxies. D'après l'image de l'étude SDSS, elles sont probablement en interaction gravitationnelle.